# Obojživelné letadlo

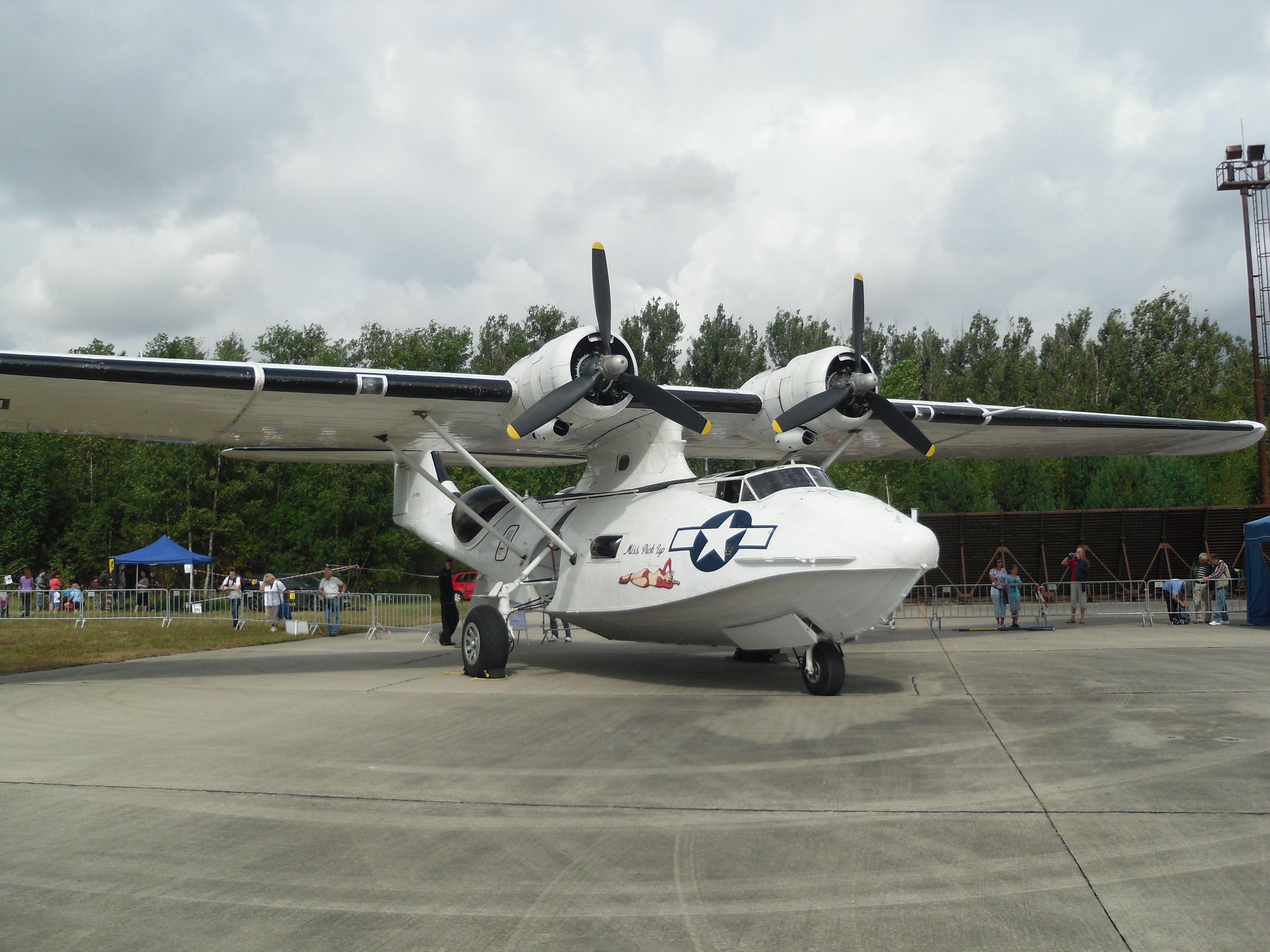
Consolidated PBY Catalina, nejslavnější amfibie na letišti v Plzni

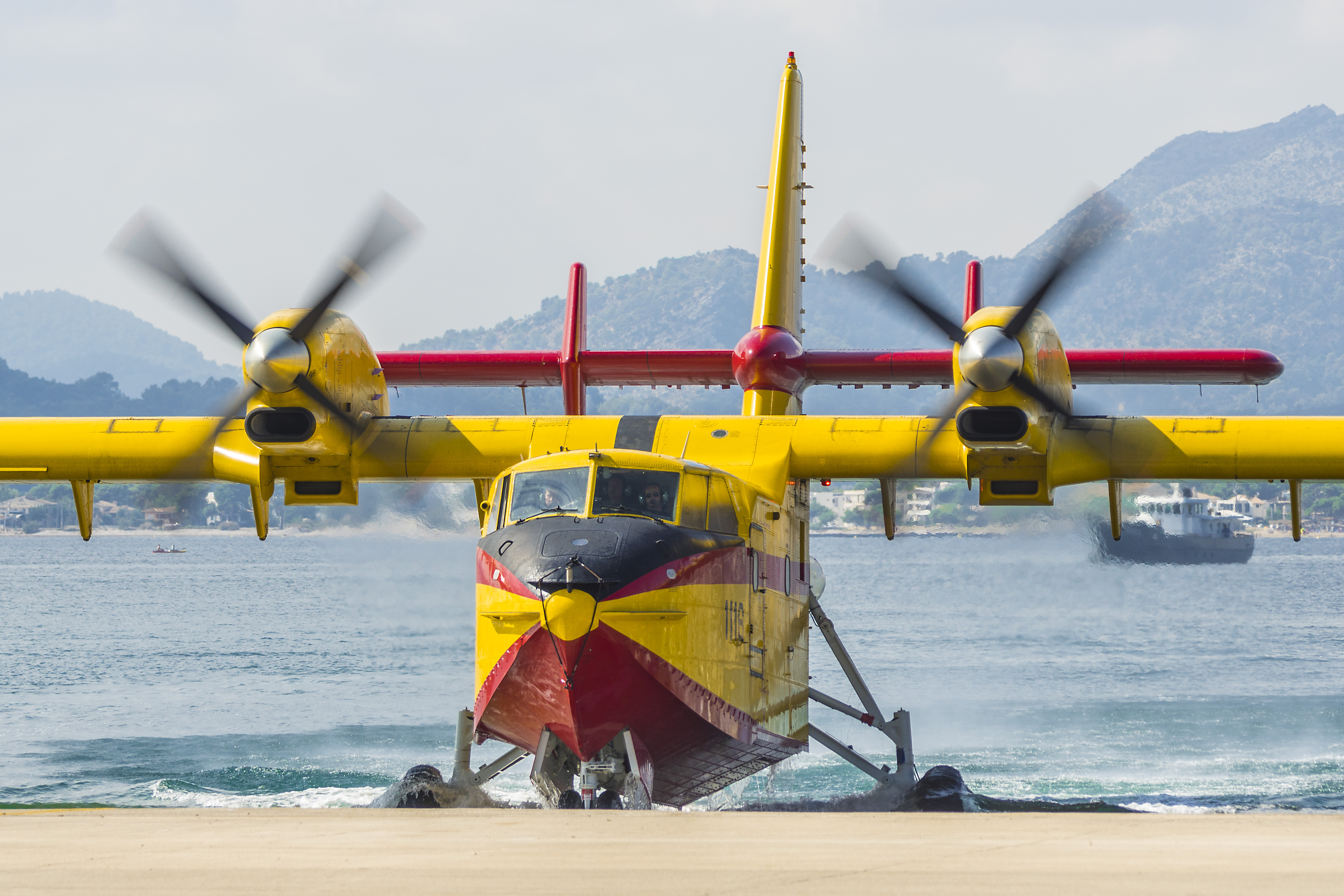
CL-215 vyjíždějící z vody na břeh

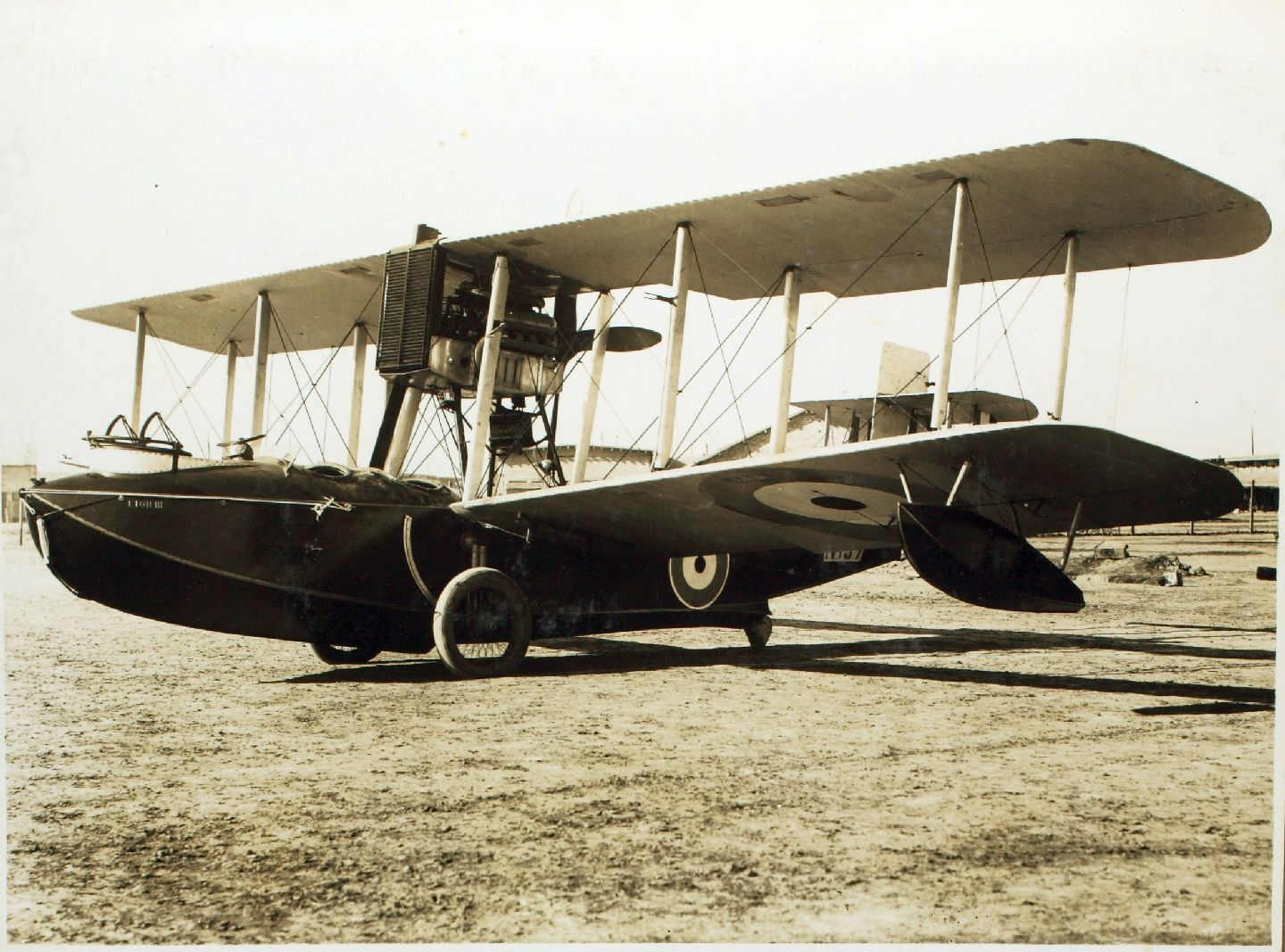
Vickers Viking jedno z prvních obojživelných letadel

Obojživelné letadlo nebo amfibie je druh vodního letounu (hydroplánu), který je opatřen podvozkem a může tak vzlétat a přistávat jak ze země tak i z vody. Podvozek těchto amfibií je většinou zatahovací, u menších strojů polozatahovací. Obojživelná letadla jsou nejčastěji konstruovaná jako létající čluny, ale může se jednat i o plovákové letouny opatřené zatahovatelným podvozkem (např. původně čistě pozemní stroje).
Amfibická letadla se v současnosti používají především k hašení požárů. Nejslavnější letadlo tohoto druhu je Consolidated PBY Catalina.
Dnes se opět začínají v omezené míře zase vyrábět, především menší stroje, výjimkou je ruský Berijev Be-200.

## Některá obojživelná letadla
- Berijev Be-8
- Berijev Be-200
- Berijev MDR-5
- Berijev VVA-14 – pokusný letoun
- Canadair CL-215
- Canadair CL-415
- Cessna 208 Caravan – verze s plováky
- Consolidated PBY Catalina
- de Havilland Canada DHC-3 Otter – verze s plováky
- de Havilland Canada DHC-6 Twin Otter – verze s plováky
- Douglas Dolphin
- Grumman J2F Duck – plovákový letoun
- Grumman Goose
- Grumman Widgeon
- Grumman Mallard
- Grumman Albatross
- ShinMaywa US-1
- ShinMaywa US-2
- Sikorsky S-38
- Sikorsky S-43
- Supermarine Sea Otter
- Supermarine Walrus
- Supermarine Seagull
- Weserflug We 271